# Second Samurai
Second Samurai — видеоигра-аркада, разработанная Vivid Image для компьютеров Amiga в 1993 году. Является сиквелом игры 1991 года First Samurai. В 1994 году игра была портирована на консоль Sega Mega Drive, при этом была изменена графика, звук и дизайн уровней.

## Игровой процесс
Тематика уровней варьируется от доисторической эпохи до далёкого будущего, есть также феодальная Япония из первой части. Игрок имеет полоску здоровья, которая уменьшается при уроне от врагов или падении за экран. При опустошении здоровья отнимается одна жизнь. В версии для Mega Drive, когда игрок умирает, то появляется экран, на котором Король Демонов (англ. Demon King) из первой игры насмехается над игроком, говоря в его адрес фразы «сдавайся, смертный!» (англ. Give up mortal!), «уложен!» (англ. Going Down!) и другие.

## Разработка
После успеха First Samurai, Мевлют Динч был заинтересован в разработке „сиквела, который покончит с сиквелами“. Одной из первых идей был выбор из двух самураев. Psygnosis предложил разработать игру для Amiga и Sega Mega Drive, с чем Vivid Image с радостью согласились.
Разработка игры шла успешно, и в планах было даже разработать версию для Sega CD, но в 1993 году Psygnosis была приобретена Sony в рамках подготовки к запуску PlayStation, и потребовала отменить текущие консольные проекты. Vivid Image удалось договориться с издателем о выпуске версии для Mega Drive и полной выплате, но версия для Sega CD была отменена.

## Отзывы
| Иноязычные издания       | Иноязычные издания   |
| Издание                  | Оценка               |
| ------------------------ | -------------------- |
| ASM                      | AMI: 10/12 SMD: 9/12 |
| CVG                      | AMI: 89/100          |
| Video Games (DE)         | SMD: 58%             |
| Amiga Action             | AMI: 87%             |
| Amiga Computing          | AMI: 91%             |
| Amiga Format             | AMI: 91%             |
| Amiga Power              | AMI: 90%             |
| Amiga User International | AMI: 85%             |
| Hyper                    | SMD: 57/100          |
| Mega Fun                 | SMD: 40%             |